# Габараев, Давид Петрович
Давид Петрович Габараев (осет. Гæбæраты Дауыт; 1933—2007) — осетинский театральный и киноактёр, заслуженный артист Грузинской ССР (1978), народный артист Северо-Осетинской АССР (1998), народный артист Республики Южная Осетия (2003).

## Биография
Давид Петрович Габараев родился 30 декабря 1933 года в с. Куатетри Знаурского района. Отец — Пётр Гарсеванович Габараев, мать — Ирина Алборова. В семье было пятеро детей, Давид — самый младший. Детство совпало с годами Великой Отечественной войны, годами лишений и бедности. Окончив школу, год работал преподавателем физкультуры в школе.

## Творчество
- Курьер на Восток. 1991 — Шерхан

- - 1970 — «Чермен» (Царай);
  - 1979 — «По следам Карабаира» (Азамат Мамакаев);
  - 1980 — «Кольцо старого шейха» (Азамат);
  - 1991 — «Курьер на Восток» (Шерхан);
  - 1992 — «Похищение Европы» («Паук», главарь банды);
  - 1994 — «Фарн» (Божественная благодать) (фокусник)

## Смерть
Умер 18 октября 2007 года по причине отрыва тромба. Похоронен в городе Цхинвал.